# Э-93
Э-93 — общесоюзный проект повторного применения многоквартирных кирпичных жилых домов в СССР. Дом проекта Э-93 был разработан ЦНИИЭП Жилища в 1967 году для застройки города Тольятти. Позднее были разработаны модификации для строительства в других городах. Дома проекта Э-93 возводились с 1970-х по 2000-е годы. Э-93 можно отнести к брежневкам позднего периода («улучшенные» или «новая планировка»).

## Описание
Проект Э-93 разработан на основе ленинградского типового проекта Щ-5416 и очень похож на него по внешнему облику. Как и Щ-5416, дома проекта Э-93 имеют три расположенные подряд лоджии на фасаде, но не имеют угловых балконов, а на торце дома расположено две утопленные лоджии.

### Конструкция
Дом одноподъездный башенного типа. Проектная этажность дома — 12 или 14 этажей. Однако строились и 9-этажные версии домов, а также 5-этажные без лифтов.
Материал стен — керамический или силикатный кирпич. Перекрытия сборные железобетонные из многопустотных плит толщиной 220 мм.
В отличие от Щ-5416, дома проекта Э-93 имеют одну лестничную клетку, отделенную от этажной площадки незадымляемым балконом.

### Коммуникации
Отопление — центральное водяное. Холодное водоснабжение, горячее водоснабжение и канализация — централизованные. Квартиры в домах ранней постройки оборудованы газовой кухонной плитой, в более поздних — электрической. Вентиляция естественная вытяжная в кухне и санузле.
Дом оборудован двумя лифтами — пассажирским и грузопассажирским — и мусоропроводом.

### Квартиры
В наиболее распространенных модификациях на этажной площадке расположено 7 квартир. Набор квартир не типичен для большинства многоэтажек: на площадке отсутствуют трёхкомнатные квартиры, зато присутствует четырёхкомнатная. Стандартный набор квартир 1-1-1-2-2-2-4 (Э-93) или 1-1-2-2-2-2-4 (Э-93-1).
Площадь однокомнатных квартир составляет 36-37 м2, двухкомнатных 44-50 м2, четырёхкомнатных 75 м2. В многокомнатных квартирах все комнаты изолированные. Санузлы раздельные с поперечно расположенной ванной и местом для установки стиральной машины. Кухни имеют площадь от 6 м2 до 10-11 м2. Все квартиры оборудованы лоджиями шириной 6 м.

## Модификации
- Э-93 — 12-этажный 1-секционный дом на 83 квартиры (однокомнатных — 35, двухкомнатных — 36, четырёхкомнатных — 12) для Тольятти;
- Э-93-1 — 12-этажный 1-секционный дом на 83 квартиры (однокомнатных — 23, двухкомнатных — 48, четырёхкомнатных — 12);
- Э-93-2 — 14-этажный 1-секционный дом на 94 квартиры (однокомнатных — 26, двухкомнатных — 41, трехкомнатных — 14, четырёхкомнатных — 13);
- Э-93-3 — 14-этажный 1-секционный дом для Тольятти;
- Э-93-4 — 14-этажный 1-секционный дом на 94 квартиры для Тольятти.

## Преимущества и недостатки
Преимущества домов проекта Э-93 обусловлены применением кирпичной технологии: высокая теплоизоляция, хорошая звукоизоляция за счет несущих кирпичных стен между квартирами. Внутри квартир несущих стен нет, это позволяет производить перепланировку. Срок службы Э-93 значительно превышает срок службы панельных домов и составляет 150 лет.
В отличие от проекта Щ-5416, дом проекта Э-93 оборудован грузопассажирским лифтом.
Квартиры в домах Э-93 выгодно отличаются раздельными комнатами и санузлами с местом для установки стиральной машины, встроенными шкафами, большими лоджиями, просторными кухнями в однокомнатных и четырёхкомнатных квартирах. Недостатком является небольшая площадь кухни в двухкомнатных квартирах.
Часть подвала имеют широкие окна, приспособленных под служебные помещения, используется для размещения офисов и учреждений дополнительного образования, часть первого этажа спроектирована под магазин.